# Междузвездни войни: Епизод V – Империята отвръща на удара
„Междузвездни войни: Епизод V - Империята отвръща на удара“ (на английски: The Empire Strikes Back) е петият епизод по хронологичечен ред от поредицата „Междузвездни войни“, но вторият по ред на излизане след "Нова надежда".
В България e излъчен за пръв път през пролетта на 1984та година, почти 4 години след световната премиера.

## Сюжет
Внимание:  Текстът по-долу разкрива сюжета на произведението (или части от него)!
| „          | Преди много години в една далечна галактика... Настават тежки времена за Бунта. Въпреки че „Звездата на смъртта“ е унищожена, имперските сили прогонват бунтовниците от тайната им база и ги преследват из галактиката. Изплъзвайки се от преследването, група бунтовници, предвождани от Люк Скайуокър, установява нова база на ледената планета Хот. Лорд Дарт Вейдър, решен да открие младия Скайуокър, изпраща хиляди сонди търсачи в дълбините на космоса... | “ |
| Встъпление | |   |

Докато е на разузнаване в снежната пустиня на Хот, Люк Скайуокър е нападнат от гигантски звяр от вида уампа и отведен в леговището му. Разтревожен от отсъствието му, Хан Соло поема на спасителна мисия. Люк убива своя похитител и се измъква от пещерата. Между снеговете измръзващия Люк вижда Оби-Уан Кеноби, който му казва да отиде в системата Дегоба, за да бъде обучен за джедай от учителя Йода. Соло открива своя приятел и го предпазва от замръзване. На другия ден двамата мъже са спасени от бунтовнически изтребител.
В базата е сканирано присъствието на имперски разузнавач – Империята открива местоположението на бунтовниците. Дарт Вейдър нарежда да се атакува бунтовническата база. База „Ехо“ включва енергийния щит, с който да задържи звездните разрушители на Империята, докато бунтовниците се евакуират на товарни кораби. Група спидъри на бунтовниците се опитва да обезвредят крачещите канонерки на врага, проникнали от север. В атаката участва и Скайуокър. Скоро базата е превзета от имперските сили. Хан Соло, Чубака, принцеса Лея и C-3PO успяват да се измъкнат с „Хилядолетния сокол“ от звездните изтребители и да се скрият в кратера на един от големите астероиди от астероидно поле. Вейдър наема група ловци на глави, сред които е и Боба Фет, за да намерят „Сокола“.
Скайуокър, заедно с R2-D2, поемат с космически кораб към системата Дегоба, където се приземява на необитаема и заблатена планета. Там те се сблъскват с беззащитно и дребно зелено същество, което твърди, че познава Йода и може да отведе Люк при него. Смешноватото човече изпитва известно време младежа, преди да разкрие, че той самият е учителят джедай. Йода намира Скайуокър за прекалено безразсъден и нетърпелив, но по настояване на Бен – като глас от Живата сила – го приема за свой ученик. Следващите дни Йода обучава Люк да владее Силата, която може да го направи истински джедай и да го предпази от Тъмната страна.
През това време имперските сили продължават да дебнат „Хилядолетния сокол“. Хан Соло и компания успяват да поправят кораба и да се измъкнат от пастта на гигантски червей, скрит в кратера, която са взели за пещера. Империята моментално погва малкия кораб, но Соло успява да се измъкне ловко, залепвайки се към масивната повърхност на имперския звезден разрушител. Когато имперският флот изхвърля отпадъците си, „Хилядолетния сокол“ се измъква и намира убежище на Облачния град на Беспин, управляван от Ландо Калризиан – бивш комарджия, приятел на Соло. Калризиан обаче се оказва предател и бегълците са заловени от Вейдър и Боба Фет. Тъмният ситски лорд решава да предаде Хан Соло на Джаба Хътянина, а останалите да остави в Облачния град.
Междувременно Люк Скайуокър напуска Йода, измъчван от чувството, че неговите приятели се нуждаят от помощ. Облачният град засича приближаването на неговия изтребител. Дарт Вейдър е решил да изпрати Люк замразен във въглерод на императора, като първо изпробва машината за замразяване върху Соло. След замразяването на пилота Вейдър променя решението си и дава заповед Лея, Чубака и C-3PO да бъдат отведени с него. Неочаквано Калризиян помага на тримата да се измъкнат и обявява евакуацията на града. Четиримата бегълци, заедно с R2-D2, се качват в „Хилядолетния сокол“.
Люк попада в капана на Вейдър и двамата се изправят в двубой със светлинни мечове. Ситският лорд успява да изтласка съперника си във вентилационните шахти, където отсича ръката му. Вейдър се опитва да убеди Люк да се присъедини към Тъмната сила. Лордът прави неочаквано признание на младия джедай: че той в действителност е неговият баща. Люк се хвърля във вентилационната шахта и се задържа на самия ѝ край. „Хилядолетния сокол“ се връща, за да спаси ранения. R2-D2 поправя кораба и те се спасяват от Империята.
По-късно на бунтовнически кораб Люк получава роботизирана протеза. Калризиан и Чубака заминават с „Хилядолетния сокол“, за да спасят Хан Соло.

## Актьорски състав
| Актьор                                                                | Роля |
| --------------------------------------------------------------------- | --- |
| Марк Хамил                                                            | Люк Скайуокър – пилот от бунтовниците, бъдещ джедай                                                           |
| Кари Фишър                                                            | Лея Органа – член на Галактическия сенат, един от бунтовническите лидери                                      |
| Харисън Форд                                                          | Хан Соло – контрабандист, собственик на „Хилядолетния сокол“                                                  |
| Били Дий Уилямс                                                       | Ландо Калризиан – администратор на Облачния град на планетата Беспин, бивш собственик на „Хилядолетния сокол“ |
| Питър Мейхю                                                           | Чубака – извънземно от планетата Кашуик, главен съдружник на Хан Соло                                         |
| Алек Гинес                                                            | Оби-Уан Кеноби – майстор джедай, който се превръща в дух на Светлата страна на Силата                         |
| Антъни Даниълс                                                        | C-3PO – дипломатически протоколен дроид                                                                       |
| Кени Бейкър                                                           | R2-D2 – дроид астромеханик                                                                                    |
| Дейвид Проуз (герой) Джеймс Ърл Джоунс (гласът на този герой)         | Дарт Вейдър – черен лорд на ситите, главен съюзник на император Палпатин                                      |
| Франк Оз (гласът на този герой)                                       | Великият майстор Йода – най-могъщият джедай                                                                   |
| Джеръми Булох (герой) Джейсън Уингрийн (гласът на този герой)         | Боба Фет – платен убиец и ловец на глави                                                                      |
| Дени Лосън                                                            | Въйдж Антил – пилот от бунтовниците                                                                           |
| Джон Холис                                                            | Лобот – личен асистент на Ландо Калризиан                                                                     |
| Джулиан Глоувър                                                       | Максимилиан Вирс – генерал от Империята, който побеждава бунтовническите сили на планетата Хот                |
| Кенет Коли                                                            | Фирмус Пиет – адмирал от Империята                                                                            |
| Майкъл Шърд                                                           | Озел – адмирал от Империята                                                                                   |
| Майкъл Кълвър                                                         | Лорт Нида – капитан на Звездния разрушител (боен космически кораб за Империята)                               |
| Джон Раценбергер                                                      | Брен Дерлин – майор от бунтовниците                                                                           |
| Брус Боа                                                              | Карлист Рикан – генерал от бунтовниците на планетата Хот                                                      |
| Кристофър Малкълм                                                     | Зев Сенеска – пилот от бунтовниците                                                                           |
| Марджори Итън (лице на този герой) Клайв Ревил (гласът на този герой) | Палпатин – император, общува с Дарт Вейдър под формата на холограма (първоначална версия)                     |
| Иън Макдърмид                                                         | Палпатин – император, общува с Дарт Вейдър под формата на холограма (редактирана версия)                      |

## Български дублаж
| Озвучаващи артисти  | Даниела Йорданова Димитър Иванчев Стефан Сърчаджиев-Съра Николай Николов Христо Узунов |
| Преводач            | Ирина Ценкова                                                                          |
| Тонрежисьор         | Цветомир Цветков                                                                       |
| Режисьор на дублажа | Димитър Кръстев                                                                        |

| Изпълнителен продуцент | Васил Новаков |
| Преводач               | Христо Христов |
| Озвучаващи артисти     | Симона Нанова Мартин Герасков Петър Бонев Момчил Степанов Явор Караиванов Петър Калчев Веселин Калановски Георги Стоянов Николай Пърлев Владимир Зомбори Георги Тодоров |
| Тонрежисьор            | Ангел Топорчев |
| Режисьор на дублажа    | Петър Върбанов |